# Michele Magone
Michele Magone (Carmagnola, 19 settembre 1845 – Torino, 21 gennaio 1859) è stato un allievo di san Giovanni Bosco, morto tredicenne e ricordato per essere uno dei tre ragazzi (insieme a Domenico Savio e Francesco Besucco) dei quali il santo presbitero scrisse la vita.

## Biografia
Michele Magone nacque a Carmagnola, nel torinese, il 19 settembre 1845; rimasto presto orfano di padre, inizialmente la sua fu una vita da ragazzo di strada, cacciato da scuola, povero ed abbandonato a sé stesso.
Incontrò per la prima volta don Bosco, alla Stazione di Carmagnola, nell'autunno 1857, mentre il sacerdote era di ritorno da Sommariva ed attendeva il treno diretto a Torino. Michele, insieme ad un gruppo di giovani emarginati, fu notato da Don Bosco nella piazza antistante la stazione; alla vista del sacerdote i ragazzi scapparono, ma Michele, essendo il capobanda, fu l'unico ad affrontarlo. A seguito di un breve colloquio, Don Bosco riuscì facilmente ad ottenere fiducia dal giovane, consegnandogli una medaglia e suggerendogli di rivolgersi al vice-parroco, Don Francesco Alberto Ariccio (1819-1884), in modo da avere informazioni sulla sua condotta.
Michele si precipitò da Don Ariccio, raccontandogli quanto accaduto ed il sacerdote scrisse a Don Bosco, facendogli presente la difficile situazione di quel ragazzo. La lettera giunse a Don Bosco, il quale decise di accogliere Michele nel suo Oratorio di San Francesco di Sales, a Valdocco, aiutandolo a studiare e ad imparare un mestiere. Il primo mese a Valdocco lo trascorse tra impegni scolastici, momenti di preghiera e di ricreazione, la sua preferita, poiché durante i vari giochi divenne capitano della sua squadra (i "Barrarotta"). La sua allegria lo distingueva dagli altri giovani, alternata da momenti di tristezza e malinconia, soprattutto quando ripensava a certe malefatte che aveva commesso prima di conoscere Don Bosco, oltre a sentirsi pertanto diverso dai compagni dell'oratorio. Si confidò così col sacerdote, si confessò e si accostò, da allora assiduamente, ai Sacramenti. Da quel momento il suo modo di vivere cambiò. Diventò un ragazzo molto attento verso i compagni, aiutandoli e partecipando alle funzioni religiose; divenne, inoltre, molto devoto alla Madonna. Ed anche a Carmagnola, suo paese natale, guidò la sua squadra nell'intervenire in situazioni burrascose, qualora ne fossero insorte; solo quando lo riteneva necessario, interveniva tramite percosse, anche in presenza di Don Bosco, in particolar modo in un episodio verificatosi in Piazza Castello, a Torino, dove si azzuffò violentemente con un giovane che bestemmiava ripetutamente e solo l'intervento del sacerdote riuscì a separarli.
Il 18 gennaio 1859, improvvisamente, Michele s'ammalò, accusando forti dolori allo stomaco; già la sera successiva, stanchezza e fatica gli causarono inoltre seri problemi respiratori. Due giorni dopo, tentò di alzarsi dal letto per ricevere la comunione, ma Don Bosco glielo impedì e lo sottopose nuovamente alle cure di un medico, in quanto le sue condizioni si erano aggravate ulteriormente. Alla sera del 21 gennaio 1859, ormai in fin di vita, forse a causa di un'ulcera o di una peritonite, gli fu amministrato il viatico e l'Estrema Unzione e poco prima della mezzanotte, con a fianco Don Bosco e la madre, Michele spirò. Il funerale del giovane fu celebrato dallo stesso Don Bosco, e Michele ricevette sepoltura all'interno dell'Oratorio di Valdocco; tempo dopo, Don Bosco scrisse la sua biografia.

## Media
L'unico film che narra la storia di Michele Magone s'intitola Albero verde, film del 1966 diretto da Giuseppe Rolando. Il ruolo del protagonista venne affidato all'allora giovane attore Roberto Gho.